# Diemat
Diemat (auch Diemath, Demat, Demath, Dagmet, Diemt, Dimt) ist ein ehemals in den deutschen Marschgebieten von Holstein bis Ostfriesland gebräuchliches Flächenmaß und entspricht etwa 5700 Quadratmetern. Das Wort leitet sich her von dem Begriff „Tagwerk“ und bezeichnete die Fläche, die ein guter Arbeiter an einem Tag mit der Sense mähen konnte.
Das Diemat hat sich bis heute in Flurbezeichnungen wie „Vierzig Diemat“ (eine Fläche in der Stadt Norden), „Sestein Dimt“ (= „16 Diemat“, eine Straße in Hage) oder auch im „Diematsweg“ (eine Straße in Großefehn) und „Dreißig-Diemat-Weg“ (eine Straße in der Samtgemeinde Jümme in Stallbrüggerfeld) erhalten.
In Norderstapel wurde das Verhältnis auf 335 Demat = 182 ha angegeben, war also dort etwas größer als ein halber Hektar.
Weitere Definitionen geben unterschiedliche Maße zwischen ca. 4500 m² und 10.000 m² an.
Nach dem Gesetz vom 19. August 1836 (Artikel 19, 20 und 24) wurden die bisherigen Maße bestätigt und beibehalten.
- 1 Diemat = 56,73833 Ar (Kammer-Diemat im Jahr 1813)
- 3 Diemat = 4 Gras (1 Gras = 42,55375 Ar (Aurich)) (NB: 1 Gras = 36,83 Ar (Emden))
- 1 Diemat = 25 Tagewerk (im Buchweizenanbau, Auricher Maß)
- 1 Moor-Diemat = 99,73535 Ar
- 512 Moor-Diemat = 900 Diemat